# Ciudad Darío
Ciudad Darío, ursprungligen Metapa, är en kommun (municipio) i Nicaragua med 50 030 invånare (2012). Den ligger i den centrala delen av landet, i departementet Matagalpa. Ciudad Darío har fått sitt namn efter poeten Rubén Darío, som föddes där år 1867.

## Geografi
Ciudad Darío gränsar till kommunerna  San Isidro och Sébaco i norr, Terrabona och San José de los Remates i öster, Teustepe, Tipitapa och San Francisco Libre i söder, samt  El Jicaral i väster. 

## Natur
Floden Río Grande de Matagalpa rinner genom kommunen från norr till sydost. En annan stor flod, Río Viejo, utgör kommuenns västra gräns mot San Isidro och El Jicaral. I den södra delen av kommunen ligger sjöarna Laguna de Moyuá och Laguna Las Playitas.

## Historia
Under 1500- och 1600-talet flydde en del av landets indianer upp i bergen för att undvika tvångsarbete för spanjorerna. Kyrkan ledde arbetet med att samla ihop dessa indianer i byar där de kunde erhålla och utöva den kristna tron. 
- Fray Agustín Morel de la Santa Cruz, obispo de Nicaragua y Costa Rica, realizó una visita apostólica a la redención en 1752.
- En esta visita al territorio entonces conocido como Los Chocoyos encargaría el primer plano urbano de la población, que en aquel entonces constaba de unas 120 casas de techo de paja, con sólo una con techo de teja.

Prästen Fray García de Loaysa lyckades 1627 få en grupp att bosätta sig vid floden Río Grande de Matagalpa, där kommunens centralort nu ligger, och platsen fick namnet San Pedro Metapa. Metapa grundades sedan som en pueblo någon gång mellan 1664 och 1670. Enligt befolkningsräkningen 1685 hade Metapa 153 invånare, varav 62 var spanjorer eller mestiser, 74 var mulatter och 17 var indianer. Metapa var därmed en av endast fem platser i Nicaragua där det bodde europeiska ättlingar, och den enda platsen med en blandad befolkning av både indianer och invandrare.
Kommunens namn ändrades 1920 från Metapa till Ciudad Darío, för att hedra den i kommunen födda poeten Rubén Darío, som avlidit fyra år tidigare.

## Religion
Kommunen firar sin festdag den 29 juni till minne av Sankt Peter och Sankt Paulus.

## Kända personer
- Blas Hurtado y Plaza (1722-), präst, författare[5]
- Charles de Choiseul-Praslin (1805-1882), politiker[7]
- Rubén Darío (1867-1916), poet, grundaren av modernismen i spansk litteratur
- Edén Pastora (1936-), revolutionär och militär[8]
- Porfi Altamirano (1952-), basebollspelare[9]
- Sofía Montenegro (1954-), journalist, revolutionär och feminist[10]